# Englesqueville-la-Percée
Englesqueville-la-Percée è un comune francese di 89 abitanti situato nel dipartimento del Calvados nella regione della Normandia.

## Società

### Evoluzione demografica
Abitanti censiti